# 船附町

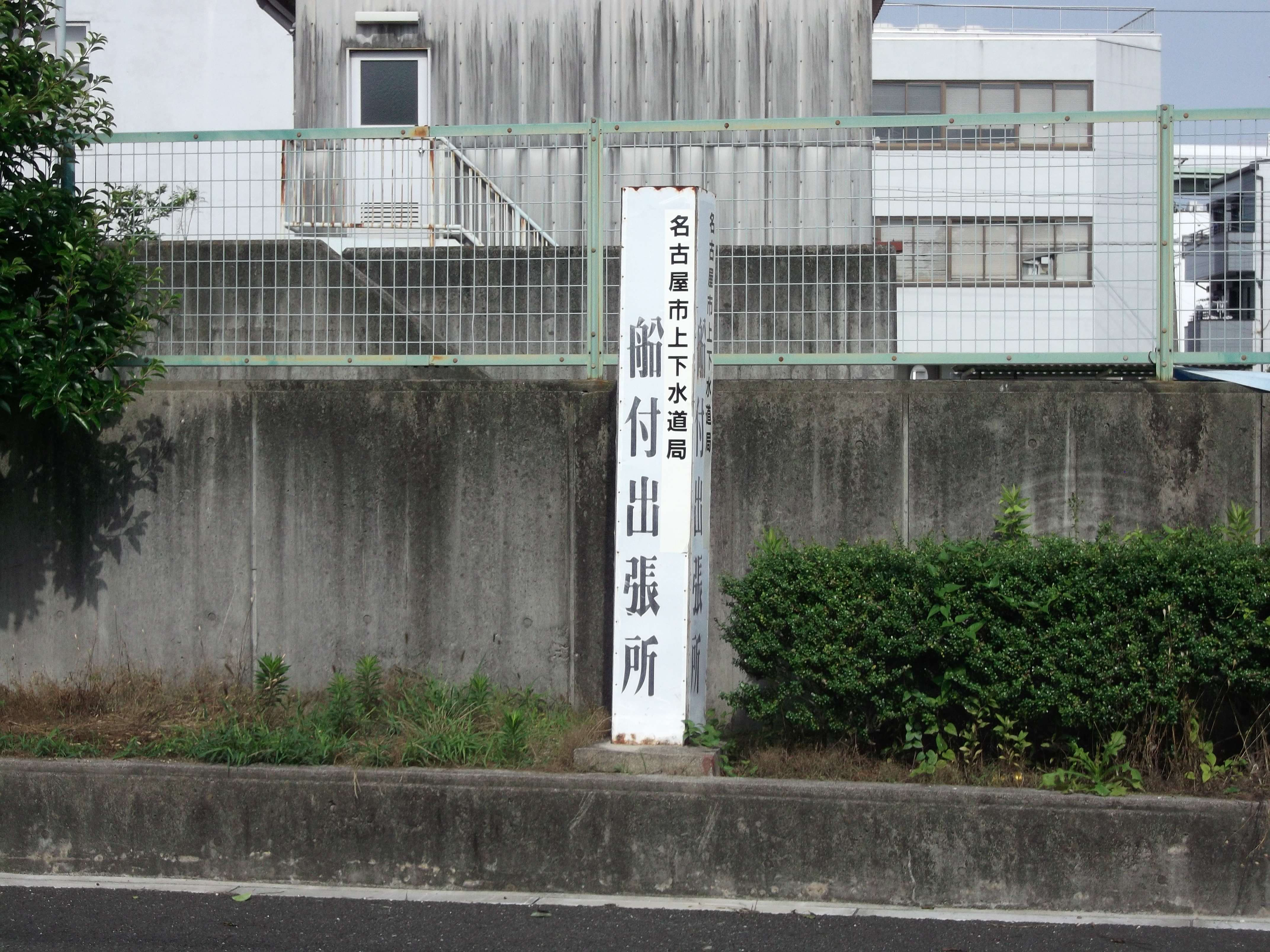
船附の地名が残る名古屋市上下水道局の施設

船附町（ふなつきちょう）は、愛知県名古屋市北区にあった地名。郵便番号は462。1丁目〜2丁目が設定されていた。

## 地理
名古屋市北区南部に位置していた。

## 歴史

### 地名の由来

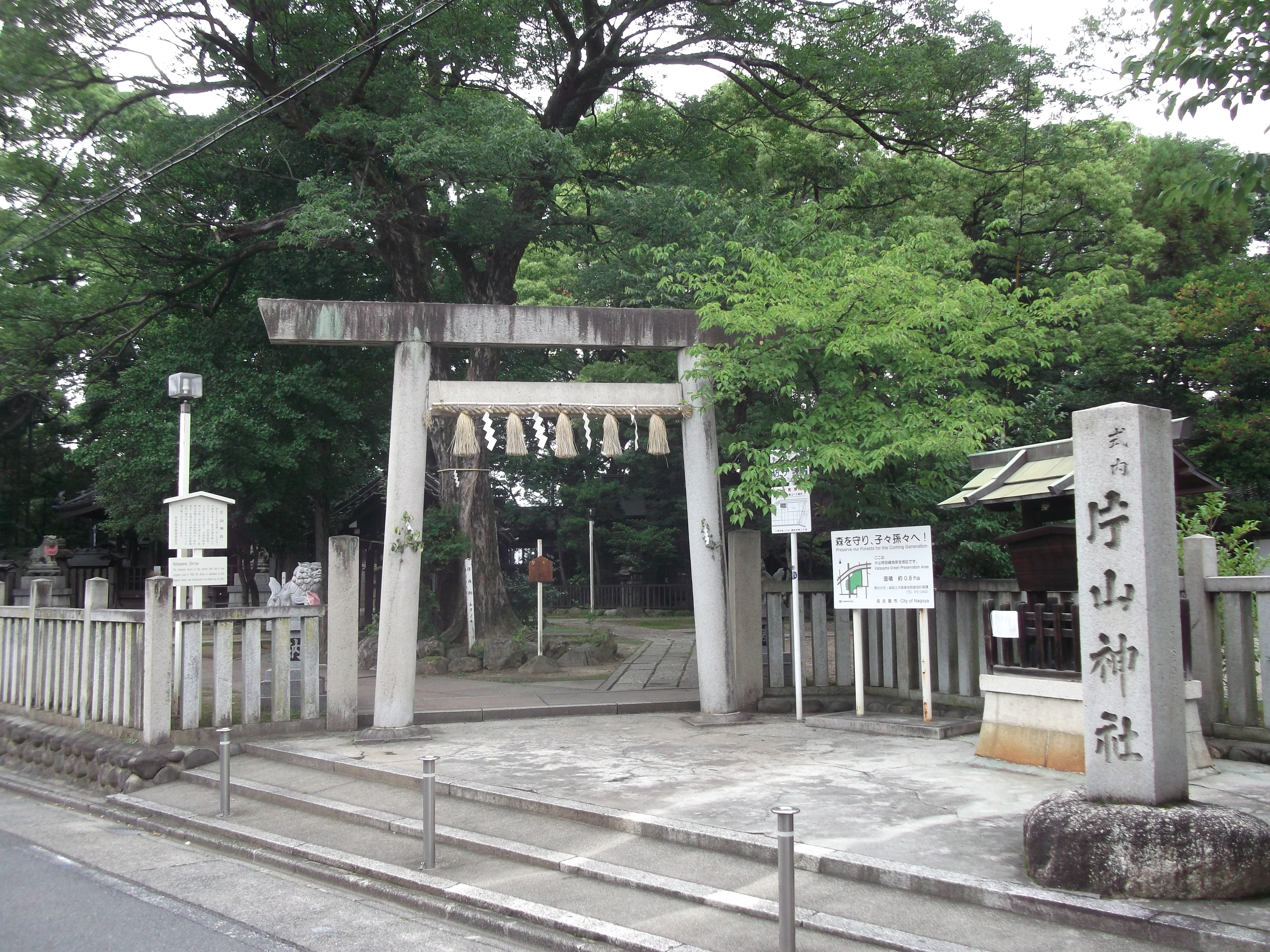
片山神社（名古屋市東区）

当地名の由来は、西春日井郡誌や袂草などに複数残されているという。
- 当地は大きな川の沿岸であり、船がつながれていたことから。
- 片山神社に「舟つなぎの松」があったことから。
- 蔵王権現の北に「舟つなぎの榎」があったことから。

### 沿革
- 1932年（昭和7年）4月1日 - 東区杉村町字船附を改称[2]。
- 1944年（昭和19年）2月11日 - 北区成立に伴って、東区から北区に編入[1]。
- 1980年（昭和55年）11月23日[3] - 大杉1〜3丁目・清水1〜5丁目となる[1]。

## 施設
- 名古屋市上下水道局船附出張所および船附研修会館に現在も当地名が残る。